# Barcellona Pozzo di Gotto
Pour les articles homonymes, voir Barcellona et Pozzo.
Barcellona Pozzo di Gotto (en sicilien : Baccialona Pizzaottu) est une ville italienne d'environ 41 000 habitants, située en Sicile, dans la province de Messine dont elle est la deuxième plus grande ville après la capitale de la province : Messine.

## Histoire
La ville abrite la basilique Saint-Sébastien de Barcellona Pozzo di Gotto construite au XXe siècle.

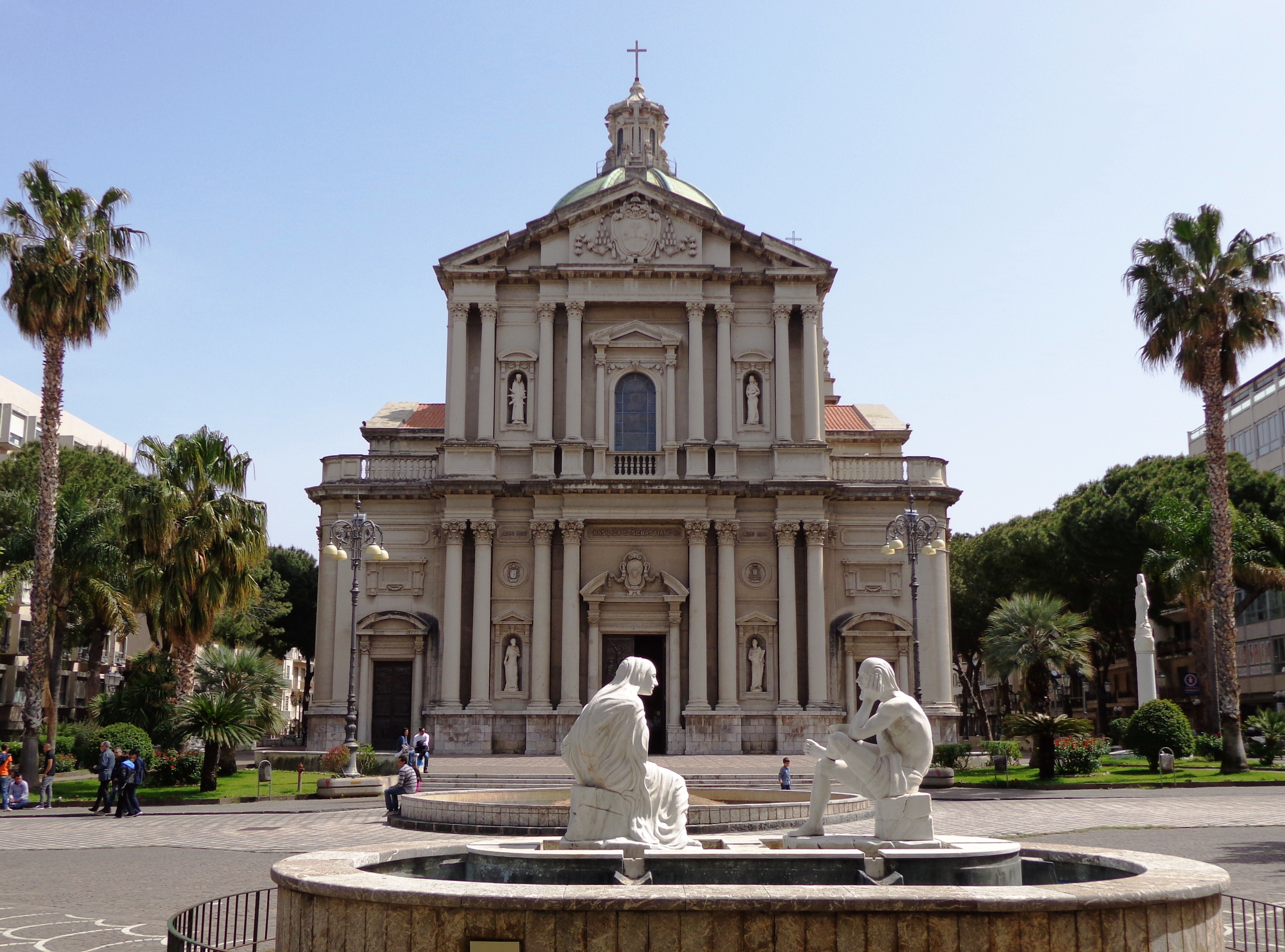

## Culture
- Semaine Sainte à Barcellona Pozzo di Gotto

## Administration
| Période                                  | Période     | Identité        | Étiquette     | Qualité |
| ---------------------------------------- | ----------- | --------------- | ------------- | ------- |
| 26 novembre 2001                         | 15 mai 2007 | Candeloro Nania | Centro-Destra |         |
| 15 mai 2007                              | En cours    | Candeloro Nania | Centro-Destra |         |
| Les données manquantes sont à compléter. |             |                 |               |         |

### Hameaux (frazioni)
Gala, Acquaficara, Calderà, Sant'Antonino, Sant'Antonio et Portosalvo.

### Communes limitrophes
Castroreale, Merì, Milazzo, Santa Lucia del Mela et Terme Vigliatore.

## Monuments et lieux d'intérêt

### Architecture religieuse

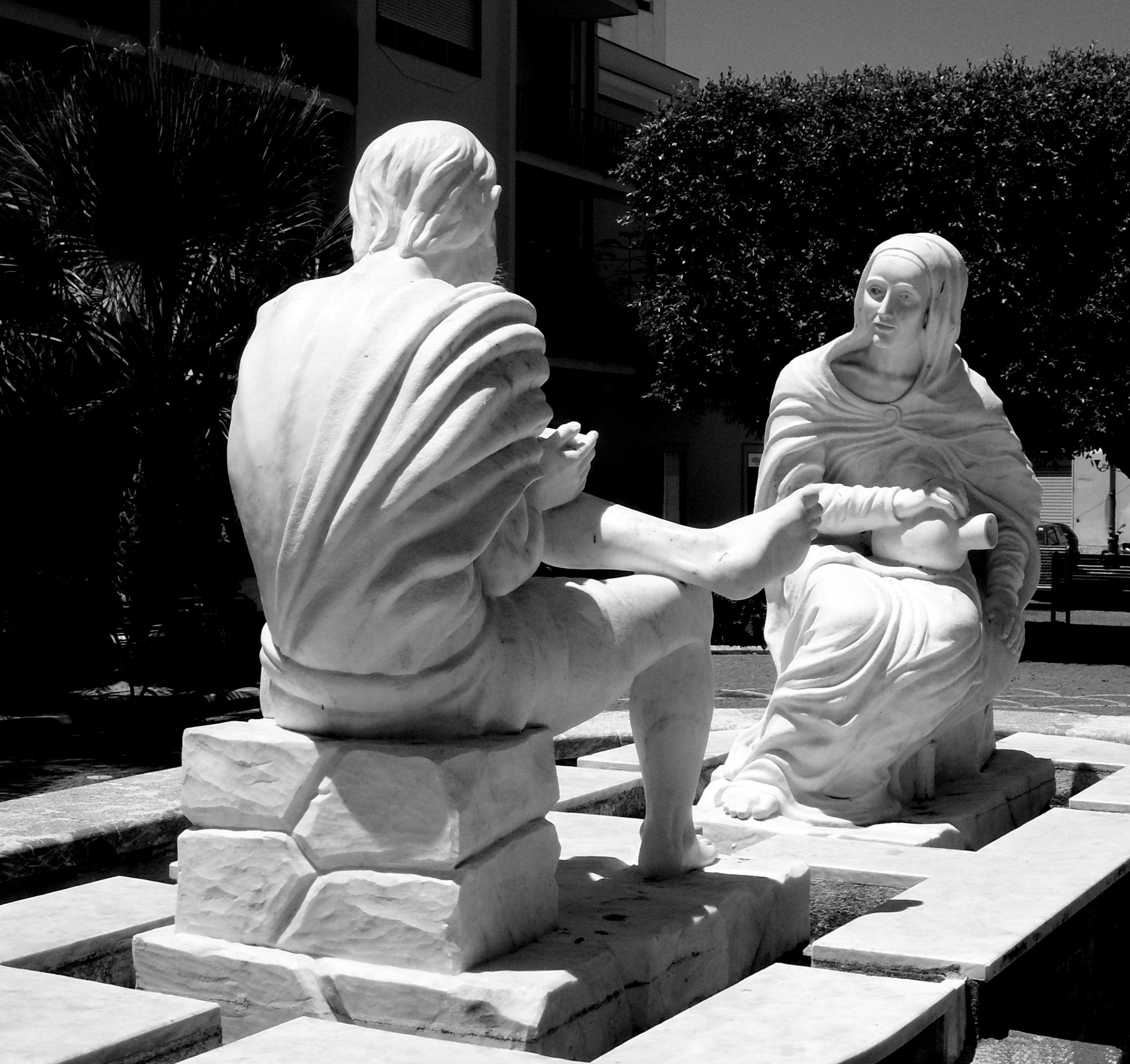
Francesco De Francesco
Longano e Idria (1998).

- Grotte de Sainte Venera, fief des Basiliens, temple rupestre de plan carré et coupole octogonale. Origine arménienne - byzantine du VIIe  au  VIIIe siècle[2].

#### Églises
Ce sont quelques-unes des églises les plus importantes de Barcellona Pozzo di Gotto:
- 1936, Basilique Mineure Saint-Sébastien[3].
- 1579 - 1583, Église du Carmine et couvent de l'Ordre des Carmes.
- 1620 - 1646, Église de l'Assomption, entièrement reconstruite au XIXe siècle.
- 1623, Église de Jésus et Marie.
- 1954, Église Saint-François de Paule. Reconstitution d'un lieu de culte primitif du XVIIIe siècle.
- 1622, Église Saint-Antoine de Padoue et couvent de l'Ordre des Frères Mineurs Franciscains, fondés dans le quartier du même nom[3].
- 1635, Église Saint-Jean-Baptiste, fondée dans le quartier du même nom, agrandie en 1751 - 1754.
- 1663, Église du Saint Crucifix. C'était le siège d'une confrérie du même nom.
- 1623, Eglise Saint François d'Assise sous le titre de l'«Immaculée Conception» ou simplement «Église des Capucins»[3].
- XVIIe siècle, Église Saint-André l'Apôtre.
- 1637, Église Saint-Antoine l'Abbé. Restauré en 1930c. et 1960c.
- 1776 - 1791, Église Sainte-Marie de Tindari et monastère de l'ordre basilien. Il remplace l'ancien siège des Basiliens près de Gala, refondé en 1105 par la Comtesse Adélaïde, épouse du Grand Comte Roger, dédié à la "Madonna Galaktotrophousa" ou "Madonna allaitant l'Enfant" ou Panaghia Galaktotrophousa[4].
- 1750, Église de l'Immaculée Conception.
- XVIIIe siècle, Église de Sainte Rosalie.
- 1472 - 1571, Église Saint-Guy.
- 1472 - 1663, Oratoire des Âmes Purgatives, près de l'église Saint-Guy.
- 1955 - 1959, Église Sainte-Marie de la Visitation, Centineo[5].
- 1300 - 1310, Église Saint-Roch, Nasari.
- Église Sainte-Marie du Pilier, Acquaficara[6].
- 2004, Église des Saints André et Vitus.

## Sport
- Stade Carlo Stagno d'Alcontres, servant d'enceinte à domicile à l'équipe de football de l'Igea Virtus Barcellona.

## Personnalités
- Giuseppa Bolognara Calcagno (1846–1884), combattant de la liberté lors du Risorgimento
- Emilio Fede (né en 1931), journaliste
- Carmelo Freni (né en 1934) journaliste, écrivain, directeur
- Emilio Isgrò (né en 1937), artiste
- Leonardo Vitale (1941–1984), Mafia pentito
- Giuseppe (Beppe) Aldo Felice Alfano (1945-1993), journaliste
- Francesca Chillemi (née en 1985), Miss Italia 2003
- Tania Bambaci (née en 1990), Miss Sicile 2010